# غوردون والر
غوردون والر (بالإنجليزية: Gordon Waller)‏ هو عازف قيثارة ومغني وكاتب أغاني بريطاني، ولد في 4 يونيو 1945 في Braemar ‏ في المملكة المتحدة، وتوفي في 17 يوليو 2009 في نورويتش في الولايات المتحدة بسبب نوبة قلبية.

## وصلات خارجية
- غوردون والر على موقع IMDb (الإنجليزية)
- غوردون والر على موقع ميوزك برينز (الإنجليزية)
- غوردون والر على موقع إن إن دي بي (الإنجليزية)
- غوردون والر على موقع أول ميوزيك (الإنجليزية)
- غوردون والر على موقع ديسكوغز (الإنجليزية)